# Martín de Rifarache
Martín de Rifarache fue un explorador, hijodalgo y conquistador español de origen vizcaíno que es recordado por haber participado en las primeras expediciones de exploración en el estado de Jalisco y haber sido fundador y alcalde de Villa Purificación en 1536.

## Conquistador
Martín de Rifarache arribó poco después del Sitio de Tenochtitlan, y participó en la conquista de las provincias de Michoacán, Zacatula y Colima de lo que sería la Nueva España. En Colima se unió a las fuerzas del capitán Francisco Cortés de San Buenaventura a la conquista de  Ameca y Tepic. Luego se unió a las fuerzas del capitán Juan Fernández de Híjar, y en 1529, a las fuerzas de Nuño Beltrán de Guzmán en la conquista del reino de la Nueva Galicia. 

## Encomendero
Fue encomendero de los pueblos de Cacomán y Apaculco y el 19 de noviembre de 1534 recibió la estancia de Ayutla y Cuautla, la que compartió a medias con Antonio de Aguayo, mismas que recibió como remuneración a sus servicios.

## Fundación de Villa Purificación
En un Acta levantada el 18 de noviembre de 1532 se hace constar que Martín de Rifarache fue fundador de la Villa y fue nombrado como Alcalde por Nuño Beltrán de Guzmán: 

“Nuño de Guzmán, gobernador y capitán general de Pánuco Vitoria Garayana y gobernador de Galicia, de la Nueva España, por Su Majestad, digo que por cuanto al tiempo que yo, en nombre de Su Majestad, envié a Juan Fernández de Híjar a poblar la Aldea Nueva, por no saber la cantidad de la tierra a donde era un buen sitio y a la fundar no se dio conclusión donde se había de hacer hasta que se supiese la tierra, a cuya causa yo, en nombre de Su Majestad, no tengo fecho alcaldes ni regidores como conviene; y porque ahora yo he dado comisión al dicho Juan Fernández de Híjar, alcalde mayor, para que pueda buscar y busque buen asiento donde se haga y funde la dicha Aldea Nueva, y porque tan de mientras se hace el asiento de ella conviene al servicio de Dios y de Su Majestad que haya un alcalde y dos regidores juramentados que mirarán el servicio de Dios y de Su Majestad y pro de los españoles que van y están para fundar y poblar la dicha Aldea Nueva, y para que con su acuerdo y con las personas que yo, en nombre de Su Majestad, tengo nombrados se tome asiento más conveniente a la dicha Aldea Nueva, y por ende, acatando la calidad y suficiencia de vos, Martín de Rifarache, os nombre por alcalde ordinario de Su Majestad en la dicha Aldea Nueva, y a vos, Juan Gallego, y Pedro de Celaya, por regidores de la dicha aldea, hasta en tanto que de hecho esté fundada la dicha Aldea Nueva; y por la presente, en nombre de Su Majestad, doy comisión al dicho Juan Fernández de Híjar, alcalde mayor, que tome y reciba de vos, y de cada uno de vos, la solemnidad de juramento que en tal caso se requiere, y así fecha, mando a todos los españoles y otras cualesquier personas que sean, de la dicha Aldea Nueva, y sus términos, que os hayan y tengan por tales alcaldes y regidores, y hagan y cumplan lo que por vos, en sus oficios, les mandare, so pena de cien pesos de oro para la Cámara y Fisco de Su Majestad a cada uno que lo contrario hiciere. Fecho en esta ciudad de Compostela, a diez y ocho días del mes de noviembre de quinientos y treinta y dos años. Nuño de Guzmán. Por mandado de su señoría, Hernando de Villanueva, escribano”.

## Familia
Martín de Rifarache contrajo nupcias con Sabina de Esquivel, teniendo una hija de nombre Francisca de Rifarache Esquivel, que nació en la Villa de la Purificación y que casó en primera instancia con Benito de Herrera y posteriormente con Cristóbal de Ordóñez. Heredó de Martín Monje treinta y tantos ojos de sal en el pueblo de Apaculco, que había tenido y poseía en vida Benito de Herrero, su primer marido, con lo que se había sustentado.